# Florești (Prahova)
Florești  ist eine Gemeinde im Kreis Prahova am Ostufer des gleichnamigen Flusses Prahova in der Ebene unmittelbar südlich der Karpaten. Nordöstlich der Gemeinde verläuft die Nationalstraße DN1, welche Ploiești mit Brașov verbindet. Über den Bahnhof Florești-Prahova ist der Ort an die Bahnstrecke Ploiești–Brașov angebunden.

## Demografie
Der Ort ist überwiegend von ethnischen Rumänen bewohnt, Roma machen etwa 3 % der Bevölkerung aus. Die meisten Bewohner gehörten der Orthodoxen Kirche an, daneben existiert eine kleine Gemeinde der  Pfingstbewegung.

## Geschichte
1879 wurde eine Schule gegründet, welche damals 34 Schüler (davon 7 Mädchen) hatte. Außerdem gab es am Fluss Prahova zwei Mühlen zum Mahlen von Weizen.  Eine orthodoxe Kirche, wurde in den Jahren 1826–1830 erbaut. Im Jahr 1950 wurden die beiden Gemeinden Călinești und Florești in die Region Ploiești eingegliedert. Im Jahr 1968 wurden die Gemeinde Călinești und Florești zusammengelegt.

## Sehenswürdigkeiten

### Kirche Sfânta Treime

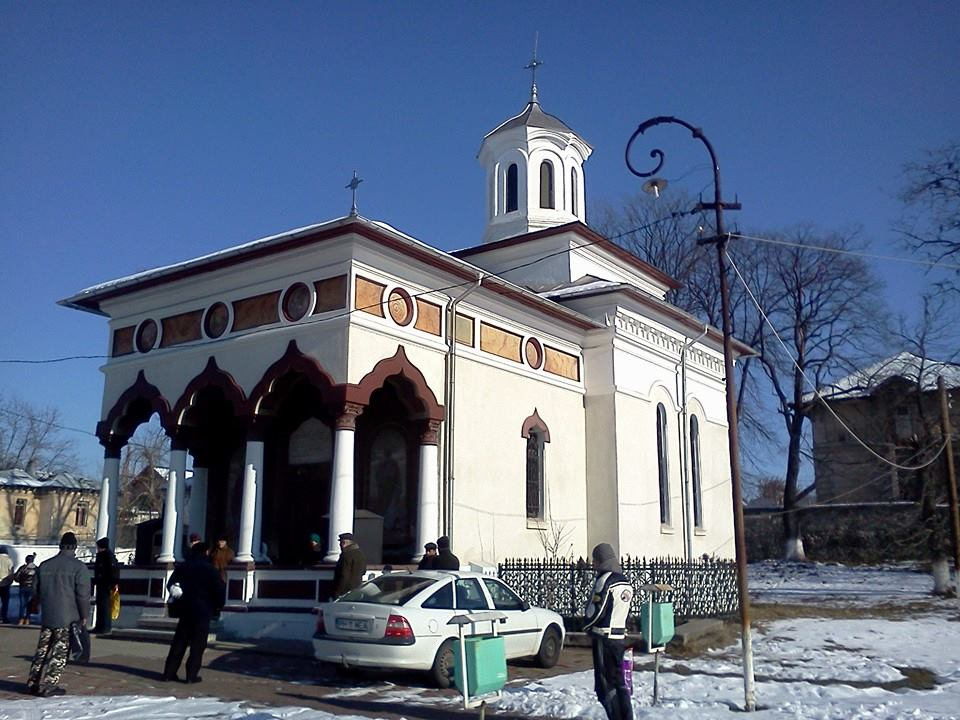
Orthodoxe Kirche Sfânta Treime

Im Jahre 1877 entstand die heutige Kirche Sfânta Treime (Heilige Dreifaltigkeit) gebaut, in deren Inneren sich einige pittoreske Gemälde befinden.

### Palatul Cantacuzino

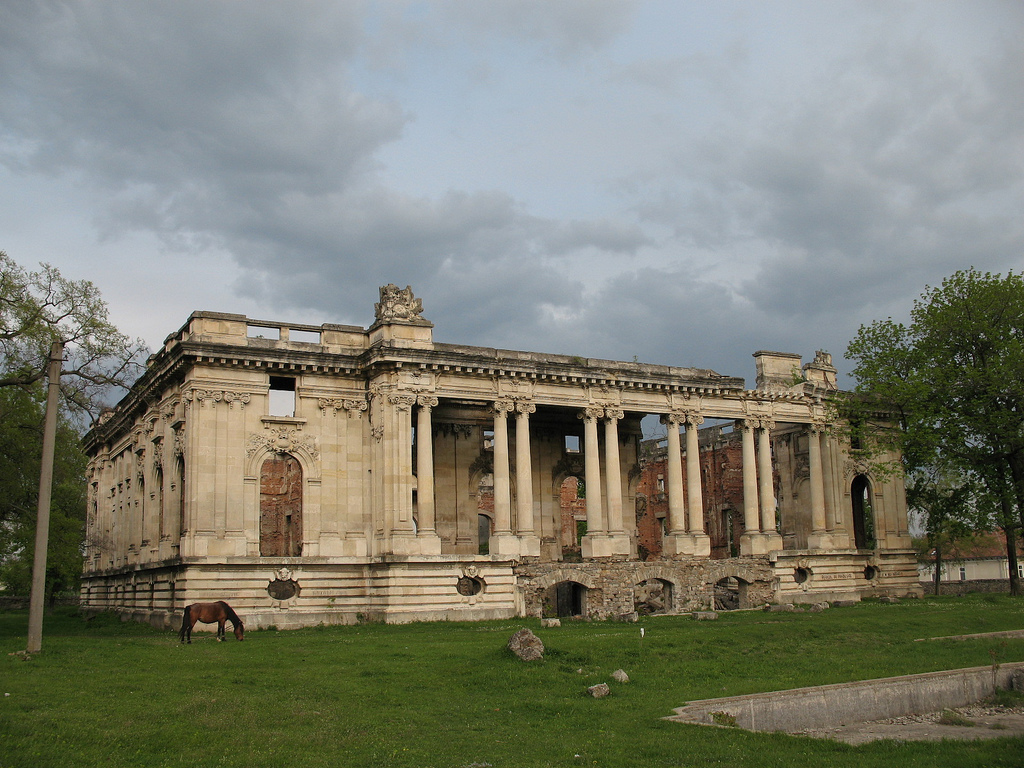
Cantacuzino- oder kleiner Trianon-Palast

Die Ruinen des Cantacuzino-Palastes gehören zu den bekanntesten Sehenswürdigkeiten im Kreis Prahova. Ab 1911 baute der Adlige Gheorghe Grigore Cantacuzino ein Rokoko-Schloss mit angelegtem Park mit einem Wasserbecken und Wasserturm. 1913 starb dieser jedoch und sein Sohn Mihail zeigte wenig Interesse an dem Anwesen. Das Anwesen stand zunächst leer und wurde bei einem Erdbeben 1940 beschädigt. 1948 wurde die Cantacuzino-Familie durch die Kommunisten enteignet und das Gebäude wurde als Sanatorium benutzt, bis es 1977 bei einem weiteren Erdbeben so schwer beschädigt wurde, dass es nicht mehr genutzt werden konnte. Während der Ceaușescu-Ära bediente sich die lokale Bevölkerung des Baumaterials, was den Verfall beschleunigte. Heute ist der Palast ein geschütztes Kulturdenkmal.

### Kraftwerk
Anfang des 20. Jahrhunderts entstand nur wenige hundert Meter südlich des Palastes ein Kraftwerk zur lokalen Versorgung. In den 1930ern wurde dieses ausgebaut und einige der ersten Hochspannungsleitungen Rumäniens entstanden: Eine 110-kV-Verbindung nach Câmpina, von wo aus Strom aus den Wasserkraftwerken der Südkarpaten eingespeist wurde und eine weitere 110-kV-Freileitung nach Ploiești. Anders als bei heutigen Strommasten in Rumänien, die meist als Tonnenmasten gebaut werden, wurden damals Donaumasten errichtet. Durch die Freileitungen konnte nun in großem Umfang die durch Wasserkraft gewonnene Energie zur Versorgung der Erdölförderung bei Ploiești benutzt werden. Das dazugehörige Umspannwerk war zunächst in einem Gebäude im Gründerzeit-Stil untergebracht, inzwischen existiert eine Freiluftschaltanlage. Sowohl das Umspannwerksgebäude als auch die alten Freileitungen existieren noch in ihrer Originalform, das Kraftwerk wurde inzwischen stillgelegt. Die Ruinen des Generatorgebäudes sind noch vorhanden.